# جيوفري جيمس
جيوفري جيمس (بالإنجليزية: Geoffrey James)‏ هو صحفي أمريكي، ولد في 26 أغسطس 1953.